# 南克幸
南 克幸（みなみ かつゆき、1970年9月30日 - ）は、日本の実業家。元男子バレーボール選手。元日本代表。

## 来歴
宮崎県延岡市出身。父は1972年ミュンヘンオリンピック・金メダリストの南将之、弟は旭化成でプレーした南裕之。
山口県立宇部商業高等学校から法政大学へ進学し、1988年、大学1年のときに全日本に選出される。1992年バルセロナオリンピックに出場。1993年、ユニバーシアードで金メダルを獲得した。卒業後、旭化成に入社。同社バレーボール部の中心選手として活躍する。98年には実業団リーグで2位となり、Vリーグ昇格。また、全日本としても、世界選手権などの数々の国際大会に出場した。
2006年、旭化成の休部により、旭化成の社員の身分を保持した上で大分三好ヴァイセアドラーへ移籍した。
2008年4月15日、体力の限界を理由に現役引退を発表した。現役引退後は旭化成に戻り、旭化成ケミカルズ合成ゴム営業部課長を務めた。
2008年10月、大阪府で結婚式を挙げる。
2013年2月1日付にて、妻の実家である老舗海運業の加藤海運（兵庫県神戸市中央区）の社長に就任。これに伴い旭化成を退職する。

## 球歴
- 日本代表 - 1989-1998年、2005年
  - オリンピック - 1992年
  - 世界選手権 - 1990年、1994年、1998年
  - ワールドカップ - 1989年、1991年、1995年

## 所属チーム
- 宇部商業高等学校
- 法政大学
- 旭化成スパーキッズ（1993-2006年）
- 大分三好ヴァイセアドラー（2006-2008年）

## 出演
CM
- 大分県統一地方選挙 - 大分トリニータの西川周作、大分ヒートデビルズの佐藤博紀と共演。

テレビ番組
- 爆報! THE フライデー（2017年10月20日、TBSテレビ）
- 水曜日のダウンタウン （2018年10月31日、TBSテレビ）
- 明石家さんまの転職DE天職第8回（2019年4月28日、日本テレビ）[3]